# Noah Crawford
Noah Caleb Crawford (* 13. Oktober 1994 in Oklahoma City, Oklahoma) ist ein US-amerikanischer Schauspieler und Sänger.

## Leben
Noah Crawford wurde im Oktober 1994 in Oklahoma City, Oklahoma, als Sohn von Rich und Jennifer Crawford geboren. Er hat drei jüngere Schwestern namens Hannah, Oliviah und Bella sowie noch eine ältere Schwester namens Lindsey.
Seine erste Rolle ergatterte er 2005 in der Fernsehserie My Name Is Earl. Dort spielte er bis 2009 die Nebenrolle des jungen Earl Hickey. Diese Rolle brachte ihm 2007 eine Nominierung bei den Young Artist Awards ein. Nebenbei sprach er die Rolle des James Rogers in dem Zeichentrickfilm Next Avengers: Heroes of Tomorrow. 2009 war er neben Will Ferrell in Die fast vergessene Welt und 2010 neben Casey Affleck in The Killer Inside Me. Außerdem hatte er 2010 und 2011 Gastrollen in den Sitcoms Pair of Kings – Die Königsbrüder und True Jackson.
Seinen Durchbruch schaffte er an der Seite von Cymphonique Miller und Max Schneider in der Nickelodeon-Jugendserie How to Rock, in der er die Hauptrolle des Nelson Baxter spielte. Jedoch wurde die Serie nach einer Staffel eingestellt.
Im August 2013 war er neben Jennette McCurdy, Ariana Grande, Ciara Bravo und Noah Munck in dem Nickelodeon-Fernsehfilm Der große Schwindel in der Hauptrolle des Griffin Bing zu sehen. Im selben Jahr hatte er einen Gastauftritt als Eric Campbell in der NBC-Fernsehserie Ironside.

## Filmografie
- 2005–2009: My Name Is Earl (Fernsehserie, 21 Episoden)
- 2006: Abe & Bruno (Fernsehfilm)
- 2007: Happy Holidays (Fernsehfilm)
- 2008: Next Avengers: Heroes of Tomorrow (Sprechrolle)
- 2009: Die fast vergessene Welt (Land of the Lost)
- 2010: The Killer Inside Me
- 2010: Trust
- 2010: Pair of Kings – Die Königsbrüder (Pair of Kings, Fernsehserie, Episode 1x10)
- 2011: True Jackson (True Jackson, VP, Fernsehserie, Episode 2x29)
- 2012: How to Rock (Fernsehserie, 26 Episoden)
- 2013: Ironside (Fernsehserie, Episode 1x07)
- 2013: Der große Schwindel (Swindle, Fernsehfilm)
- 2015: Criminal Minds (Fernsehserie, Episode 11x06)
- 2015: K.C. Undercover (Fernsehserie, Episode 1x18)
- 2019: Bizaardvark (Fernsehserie, Episode 3x13)

## Nominierungen
Young Artist Award
- 2007: Nominierung in der Kategorie Bester wiederkehrende Schauspieler in einer Fernsehserie (Comedy oder Drama) für My Name Is Earl